# Telogalla
Telogalla is een geslacht van korstmosparasieten dat behoort tot de familie Verrucariaceae van de ascomyceten. De typesoort is Telogalla olivieri.

## Soorten
Volgens Index Fungorum telt het geslacht twee soorten (peildatum mei 2023):
| Soortnaam            | Auteur(s)                        | Publicatiejaar |
| -------------------- | -------------------------------- | -------------- |
| Telogalla cajasensis | Etayo                            | 2017           |
| Telogalla olivieri   | (Vouaux) Nik. Hoffm. & Hafellner | 2000           |